# Бурчуладзе Марія Івліанівна
Марія Івліанівна Бурчуладзе (1900, місто Озургеті, тепер Грузія — ?) — грузинська радянська діячка, вчителька, 1-й заступник міністра освіти Грузинської РСР. Депутат Верховної ради Грузинської РСР 1—3-го скликань. Депутат Верховної ради СРСР 4-го скликання.

## Життєпис
Народилася в селянській родині. Здобула середню освіту.
Трудову діяльність розпочала в 1920 році. Працювала вчителькою сільських шкіл в Озурґетському, а потім Душетському районах Грузинської РСР. З 1927 року викладала в школах міста Тифліса (Тбілісі).
У 1937 році закінчила Тбіліський державний університет імені Сталіна.
У 1937—1938 роках — завідувач навчальної частини 36-ї Тбіліської середньої школи.
У 1938—1953 роках — заступник народного комісара (з 1946 року — міністра) освіти Грузинської РСР.
Член ВКП(б) з 1939 року.
З 1953 року — 1-й заступник міністра освіти Грузинської РСР.
Подальша доля невідома.

## Нагороди
- орден Леніна
- два ордени Трудового Червоного Прапора
- орден «Знак Пошани»
- медаль «За оборону Кавказу»
- медаль «За доблесну працю у Великій Вітчизняній війні 1941—1945 рр.»
- медалі
- Заслужений вчитель школи Грузинської РСР (1941)